# Corythalia brevispina
Corythalia brevispina là một loài nhện trong họ Salticidae.
Loài này thuộc chi Corythalia. Corythalia brevispina được Frederick Octavius Pickard-Cambridge miêu tả năm 1901.